# Divino das Laranjeiras
Divino das Laranjeiras este un oraș în Minas Gerais (MG), Brazilia.